# Templo da Fortuna Euelpis
O Templo da Fortuna Euelpis (em latim: Aedes Fortunae Euelpis) ou Templo da Boa Esperança (em latim: Aedes Bonae Spei), era um templo da Roma Antiga dedicado à deusa Fortuna localizado no monte Quirinal, na Vicus Longus, cujo traçado equivale atualmente à via Nazionale, no rione Trevi de Roma.

## História
Tratava-se de um dos templos dedicados a Fortuna que Plutarco atribuía a Sérvio Túlio. Era vizinho do "Templo da Esperança" (Spes) e do Templo de Febre, um pareamento de divindades comum segundo algumas moedas (Euelpis, Spes e Febris). Nada mais se sabe sobre e sua localização exata é desconhecida.